# Бондарєв Костянтин Анатолійович
Костянти́н Анато́лійович Бо́ндарєв (нар. 13 вересня 1972, Ташкент, Узбецька РСР) — український політик. Народний депутат України VI, VII та IX скликань. Член ВО «Батьківщина», голова Київської обласної організації з червня 2010 року. Член тимчасової слідчої комісії ВРУ з питань перевірки та оцінки стану акціонерного товариства «Українська залізниця», розслідування фактів можливої бездіяльності, порушення законодавства України органами управління зазначеного підприємства, що призвели до значного погіршення технічного стану підприємства та основних виробничих показників (з 27 січня 2021). Голосував за закон України 12414, який був ухвалений з порушенням Регламенту Верховної Ради України та підпорядкував НАБУ та САП Генеральному прокурору.

## Життєпис
Народився 13 вересня 1972 року в Ташкенті (Узбецька РСР) у сім'ї робітників. У 1981 році разом з батьками Любов'ю та Анатолієм Бондарєвими переїхав до Києва, де в 1989 році закінчив столичну школу № 91.
У 1989 році вступив до Київського інженерно-будівельного інституту на спеціальність «промислове і цивільне будівництво». Під час навчання брав активну участь у науково-дослідній діяльності студентів. Однією з основних тем досліджень стала «апроксимація кривих ліній». Паралельно з навчанням працював, писав навчальні програми на популярних у той час мовах програмування. Саме тоді зробив перші кроки у бізнесі.
У 2002—2004 роках отримав другу, економічну, освіту у Київському національному економічному університеті.
Володіє англійською, російською та українською мовами.
Активний учасник політичного, соціально-економічного та культурного життя Київської області.
З 22 січня 2007 року — член партії ВО «Батьківщина».
З червня 2010 року голова Київської обласної партійної організації ВО «Батьківщина», член Політичної ради партії ВО «Батьківщина».
Проживає у с. Грузьке Макарівського району Київської області. Одружений, має двох доньок.

### Політична діяльність
2002–2006 — депутат Київської облради (обраний по Іванківському мажоритарному округу), заступник голови постійної комісії з питань бюджету і фінансів. У 2004 році вступив в ряди Соціалістичної партії України (СПУ). У виборчій компанії 2006 році був одним з керівників виборчого штабу СПУ в Київській області. У квітні 2006 року обраний за списком СПУ депутатом Київської облради, потім обраний головою фракції СПУ та першим заступником голови Київської облради. Тоді доклав чимало зусиль для того, аби було сформовано коаліцію з БЮТ — у загальному «мейнстрімі» формування демократичної коаліції після подій 2004 — початку 2005 років, а також вперше за довгий час існування Київської облради запропонував на розгляд депутатського складу облради регламент роботи, який було прийнято і за яким працюють до цього часу.
У липні 2006 року після проголошення спікером Верховної Ради Олександром Морозом про утворення нової коаліції у складі Партії регіонів, СПУ і КПУ, виступив у ЗМІ з відкритою критикою в адресу О.Мороза, після чого залишив лави СПУ, а з часом за власним бажанням пішов з посади першого заступника голови Київської облради.
З 22 січня 2007 року — член ВО «Батьківщина». У виборчій кампанії 2007 року працював заступником керівника Київського обласного штабу БЮТ з агітаційно-пропагандистської роботи, а також був закріплений за округом № 90.
20 листопада 2007 року обраний заступником голови Київської обласної партійної організації ВО «Батьківщина» з ідеологічних питань.
23 листопада 2007 — 12 грудня 2012 — народний депутат України 6-го скликання від «Блоку Юлії Тимошенко», № 114 в списку. Заступник голови Комітету з питань податкової та митної політики. Після об'єднання двох Комітетів 3 березня 2011 — член Комітету з питань фінансів, банківської діяльності, податкової та митної політики.
У червні 2010 році обраний головою Київської обласної партійної організації ВО «Батьківщина», член Політради ВО «Батьківщина».
12 грудня 2012 — 27 листопада 2014 — народний депутат України 7-го скликання від ВО «Батьківщина», № 45 в списку. Перший заступник голови Комітету з питань транспорту і зв'язку.
Кандидат у народні депутати від ВО «Батьківщина» на парламентських виборах 2019 року, № 14 у списку. Фізична особа-підприємець. Член Комітету Верховної Ради з питань транспорту та інфраструктури, голова підкомітету з питань трубопровідного транспорту.

## Кримінальне провадження
18 січня 2025 року ДБР повідомили про підозру Бондарєву, який організував для своїх знайомих незаконне переправлення через кордон під виглядом водіїв. З липня 2022 року він надсилав іменні листи до прикордонної служби про надання дозволу на виїзд чоловіків під виглядом водіїв, які нібито мали його супроводжувати за кордоном. Задокументовано 23 випадки, коли на підставі таких листів 18 чоловіків призовного віку перетнули кордон без нього, сам Бондарєв або вже був за кордоном або не виїжджав із країни взагалі.

## Нагороди
Нагороджений орденом Князя Володимира III ступеня.[джерело?]